# Soriatitan

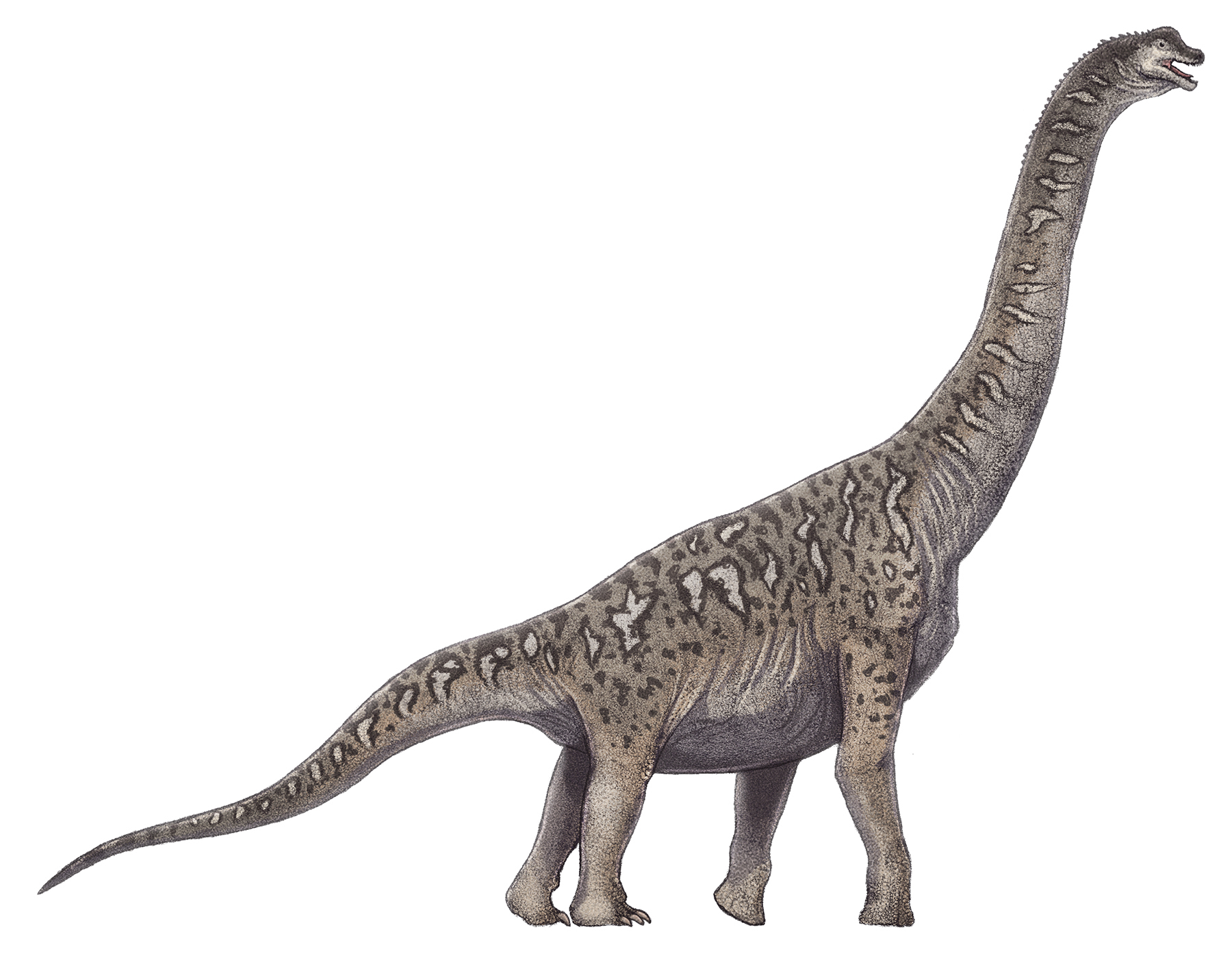
Soriatitan golmayensis

Soriatitan golmayensis is een plantenetende sauropode dinosauriër, behorend tot de Titanosauriformes, die tijdens het vroege Krijt leefde in het gebied van het huidige Spanje.

## Vondst en naamgeving
Bij Golmayo in het vondstgebied Los Caños in de provincie Soria groef de familie Fuentes-Meijide tussen de 2000 en 2004 de Zorralbo I-vindplaats uit waarbij vijf skeletten van dinosauriërs werden aangetroffen waaronder dat van Magnamanus. Eén daarvan betrof een nog onbekende sauropode.
In 2017 werd de typesoort Soriatitan golmayensis benoemd en beschreven door Rafael Royo-Torres, Carolina Fuentes, Manuel Meijide, Federico Meijide-Fuentes en
Manuel Meijide-Fuentes. De geslachtsnaam verbindt Soria met het Grieks Titaan. De soortaanduiding verwijst naar de herkomst bij Golamyo.
Het holotype, MNS 2001/122, is gevonden in een laag van de Golmayoformatie die dateert uit het Hauterivien-Barremien. Het bestaat uit een gedeeltelijk skelet zonder schedel. Bewaard zijn gebleven: een tand, drie ruggenwervels, drie stukken van het heiligbeen, vijf staartwervels, twee doornuitsteeksels van de staart, ribben, een chevron, het rechteropperarmbeen, het rechterspaakbeen, een mogelijke rechterellepijp, beide darmbeenderen, beide zitbeenderen, een mogelijk schaambeen en het linkerdijbeen. Het skelet lag niet in verband. Het is gevonden op een oppervlakte van zeven bij zes meter. Het maakt deel uit van het Museo Numantino de Soria.

## Beschrijving

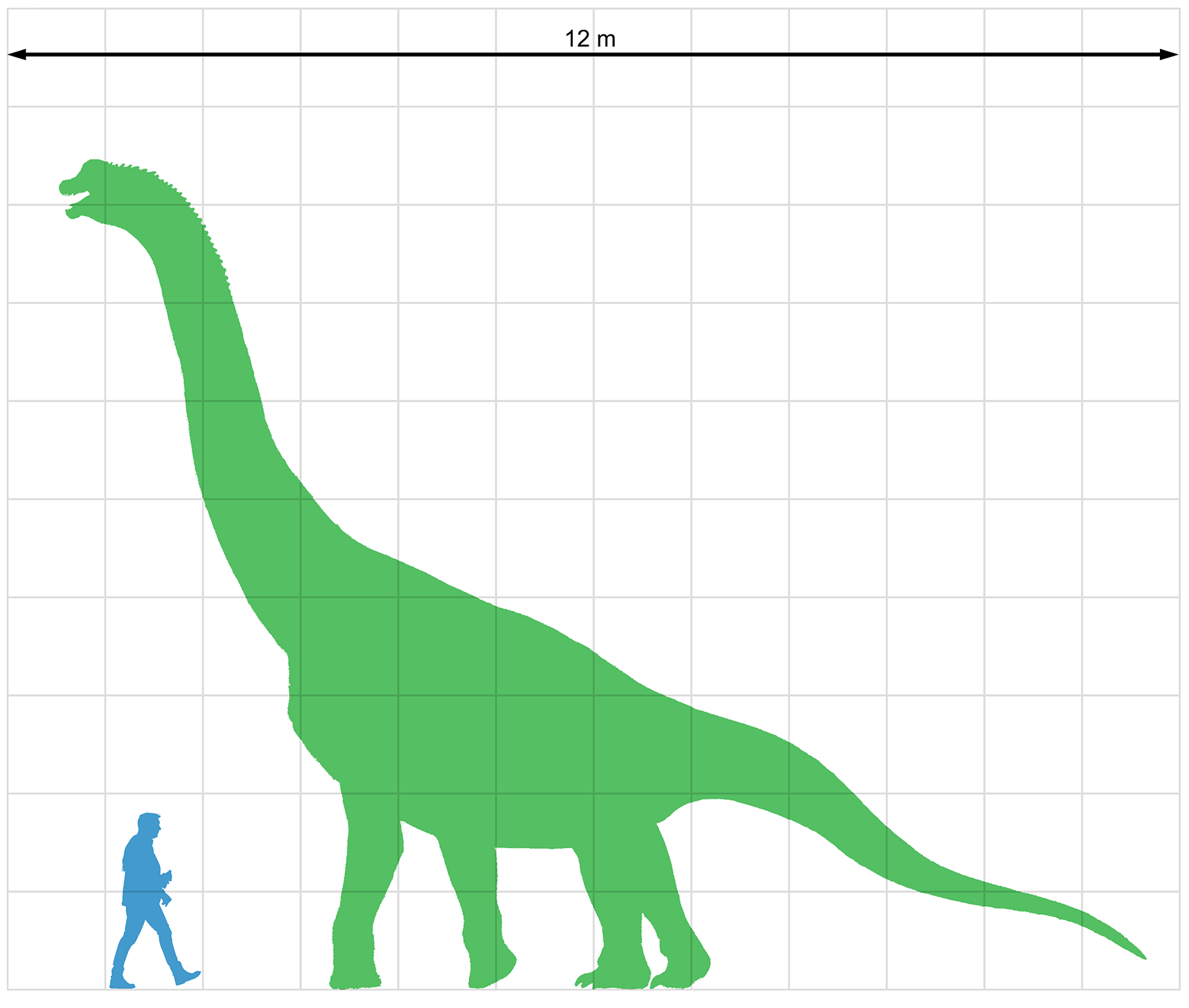
Soriatitan in grootte vergeleken met een mens

Soriatitan is ongeveer twaalf tot veertien meter lang, wat wijst op een gewicht van zo'n acht tot twaalf ton. Het dijbeen is ongeveer 102 centimeter lang. Het opperarmbeen heeft een lengte van 125 centimeter.
De beschrijvers wisten acht onderscheidende kenmerken vast te stellen. Het zijn autapomorfieën, afgeleide unieke kenmerken. De achterste ribben hebben een puntige richel in het midden van de voorzijde van de schacht. De achterste staartwervels hebben grote achterste gewrichtsuitsteeksels die langer zijn dan de doornuitsteeksels van voor naar achter breed zijn. De achterste gewrichtsuitsteeksels van de achterste staartwervels hebben alle een groeve in de buitenste zijkant. Op het ondervlak van het voorblad van het darmbeen bevindt zich een grote rechthoekige richel. Het aanhangsel voor het zitbeen van het darmbeen is driemaal overdwars breder dan van voren naar achteren lang. Bij het zitbeen is de schacht even lang als de tak naar het schaambeen. Bij het opperarmbeen heeft de deltopectorale kam op de buitenste zijkant twee naar bezijden uitstekende richels. De binnenhoek van de kop van het opperarmbeen heeft twee richels.
De tand is lepelvormig en gekromd maar vrij spits.

## Fylogenie
Binnen de Titanosauriformes is Soriatitan in de Brachiosauridae geplaatst. Een cladistische analyse vond Soriatitan daarbij als een lid van de Laurasiformes. Er zou een nauwe verwantschap zijn met Amerikaanse vormen als Abydosaurus en Cedarosaurus, zoals blijkt uit naar voren gerichte doornuitsteeksels op de voorste middenstaart. Dat zou Soriatitan tot de laatst bekende zekere brachiosauride in Europoa maken. Men suggereerde een invasie uit Noord-Amerika via een landbrug bij Alaska.